# Anacroneuria arrazayalensis
Anacroneuria arrazayalensis är en bäcksländeart som beskrevs av Orce 2003. Anacroneuria arrazayalensis ingår i släktet Anacroneuria och familjen jättebäcksländor. Inga underarter finns listade i Catalogue of Life.